# Daphne Rosen
Daphne Rosen (Tel Aviv, 9 de junio de 1982) es una ex actriz y directora pornográfica israelí de nacionalidad estadounidense.

## Biografía
Marlene Arejula AKA Daphne Rosen Nació en Tel Aviv, Israel y se trasladó a Boston, Massachusetts a la edad de tres años. Empezó a ejercer de modelo cuando tenía 18 años.
Después de experimentar para la revista Score y aparecer en The Jenny Jones Show, Rosen entró en la industria pornográfica a la edad de 20 años. Ha trabajado para casi todas las compañías de producción de hardcore en "Porn Valley", California así como muchos en Miami, Florida y a lo largo de Estados Unidos. Ella apareció primero en la portada de Hustler's Busty Beauties número 7 como modelo de fotografía y poco después apareció en la portada de la revista Big Butt. Estos proyectos dieron a conocer a Rosen por sus grandes senos y glúteos, la convirtieron en una de las favoritas entre aficionados del porno "urban". También apareció como modelo Eve Tyler en la portada de la revista Score. También es reconocida por su intensidad en escenas lesbianas y anales. Daphne ha mostrado su talento recientemente en escenas de eyaculación femenina, a menudo realizadas durante escenas lésbicas.
Posteriormente firmó un contrato con Venom Digital Media, después se convirtió en una personalidad de KSEX Radio, empezó en The End Game y Bare Naked y otras películas de Vivid Entertainment, apareció junto al comediante Rob Schneider en Playboy Radio, y en televisión, en el programa Blind Date y Elizabeth Starr's AVN galardonado remake del clásico de Russ Meyer's (titulado Faster Pussycat! Fuck! Fuck!) con un icono del porno Ron Jeremy y Tiffany Towers, quien ganó el Premio AVN que se otorgaba al filme Big Bust.
Rosen codirigió un programa de radio semanal por Internet, Two Live Jew, junto a Harry Weiss en KSEX Radio. A finales de 2005, Daphne se apartó temporalmente de sus representaciones para enfocarse en sus negocios en la industria para adultos. En junio de 2006, Rosen regresó al mundo porno, con una apariencia completamente diferente para filmar Daphne-themed caracterizada con la organización que le dio un gran descanso, SCORE. Trabaja en su programa en KSEX co-patrocinado por Harry Weiss, el hombre detrás de las carreras de Katie Morgan, Sean Michaels, y Cytherea. Ella es una partidaria ávida de la industria cinematográfica adulta.
El 31 de agosto de 2006, Rosen y Weiss anunciaron que ellos dejaban KSEX, en mutuo acuerdo, debido al aumento del horario ocupado por Rosen desde que regresó a la industria del porno y para empezar su característica carrera de baile.
En octubre de 2006 declaró para AVN Magazine: "No hay muchas chicas que tengan tanto busto ni dispuestas a hacer tanto como yo. Me siento muy bien porque soy capaz de estar entre las de mayor busto del mundo. Pero me sería muy desagradable ser una verdadera estrella porno en vivo. Tengo los pechos grandes, pero no los uso como excusa para hacer sólo porno Disney".